# Dicranomyia (Dicranomyia) villaricae
Dicranomyia (Dicranomyia) villaricae is een tweevleugelige uit de familie steltmuggen (Limoniidae). De soort komt voor in het Neotropisch gebied.